# Viverone
Viverone är en ort och kommun i provinsen Biella i regionen Piemonte i Italien. Kommunen hade 1 411 invånare (2018).